# Austin P. McKenzie
Austin P. McKenzie (Mesa, 24 de agosto de 1993) é um ator estadunidense mais conhecido por seu papel como Melchior Gabor em 2015, na peça teatral da Broadway The Deaf West de Spring Awakening. Sua performance como Melchior recebeu críticas significativas e múltiplas nomeações para prêmios teatrais.

## Biografia
McKenzie cresceu em Mesa, Arizona. Quando era jovem, queria se tornar um ministro da música, embora sua família não frequentasse regularmente a Igreja. Começando aos quinze anos de idade, McKenzie passou seis verões que o ajudaram em um acampamento de verão para crianças e adultos com deficiências mentais e físicas chamado Lions Camp Tatiyee. Foi onde ele entrou em contato pela primeira vez com pessoas que são surdas ou com deficiência auditiva. O acampamento o inspirou a se matricular na Columbia College Chicago, onde estudou Língua de Sinais Americana e Educação Infantil com a intenção de se tornar um professor de necessidades especiais. Graduou-se em 2014 com um grau de Bacharelato em linguagem gestual americana e desempenho vocal. Durante a escola secundária, McKenzie teve um envolvimento casual nas artes e ficou envolvido um pouco com o teatro, mas não o viu como uma carreira possível.

## Filmografia

### Cinema
| Ano  | Título          | Papel | Notas                                   |
| ---- | --------------- | ----- | --------------------------------------- |
| 2017 | Speech & Debate | Howie | Também creditado como "Austin McKenzie" |

### Televisão
| Ano  | Título       | Papel       | Notas                                      |
| ---- | ------------ | ----------- | ------------------------------------------ |
| 2015 | The 101      | Terry       | 1 episódio (também como "Austin McKenzie") |
| 2017 | When We Rise | Cleve Jones | Também como "Austin McKenzie")             |

## Teatro
| Ano     | Produção         | Papel          | Tipo        | Localização             | Datas                                      |
| ------- | ---------------- | -------------- | ----------- | ----------------------- | ------------------------------------------ |
| 2014    | Spring Awakening | Melchior Gabor | Los Angeles | Rosenthal Theatre       | 14 de setembro 2014 – 9 de novembro 2014   |
| 2015    | Spring Awakening | Melchior Gabor | Los Angeles | Wallis Annenberg Center | 21 de maio de 2015 – 14 de junho de 2015   |
| 2015–16 | Spring Awakening | Melchior Gabor | Broadway    | Brooks Atkinson Theatre | 8 de setembro de 2015 – 24 de janeiro 2016 |